# Calderas del río Cambrones
Las Calderas del río Cambrones es una zona de depresión del río homónimo sita entre paredes escarpadas que destaca por su alto valor natural. Se encuentra situado entre los municipios de Trescasas y Palazuelos de Eresma, en la provincia de Segovia, Castilla y León, España.
Cercana al límite con la Comunidad de Madrid, está dentro del parque natural Sierra Norte de Guadarrama y próxima al manantial de Siete Valles, captación del agua Bezoya. La principal forma de acceder es desde el Real Sitio de San Ildefonso, sito a tres kilómetros.

## Características físicas

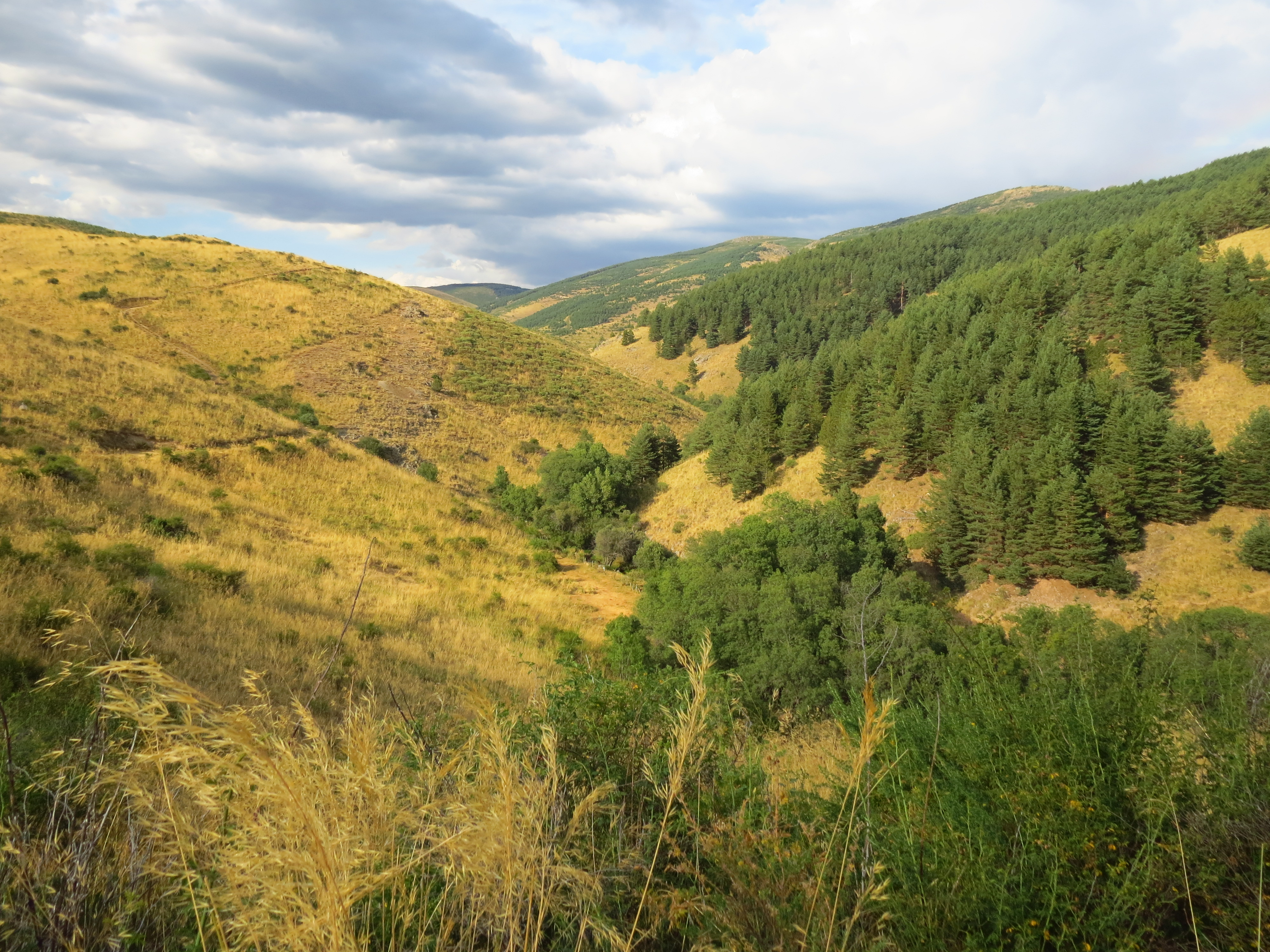
Vista de la zona

Existen varias calderas, también llamadas pocillos, que se pueden dividir en tres tipos: varias pequeñas de pocos centímetros de profundad al inicio del cauce, algo más adelante la del Guindo, de Enmedio, del Barbas de características similares y un tamaño mediano con una profundad máxima de un metro y finalmente encajada entre los peñascos tras una cascada, la Negra, llamada así por estar en un lugar de que suele estar en sombra y ser la que alcanza la mayor profundidad.
A ambos lados del río hay presencia de pinos que se encuentran hasta las paredes escarpadas de las calderas. Estas paredes tiene características de marmita de gigante, una formación de origen fluvioglaciar originada en este caso por la erosión de grava o pequeñas piedras en constante movimiento circular por la fuerza de estas caudalosas aguas.

## Baño
El lugar es de titularidad pública y su agua está gestionada por la histórica Noble Junta de Cabezuelas y la Mancomunidad de municipios de La Atalaya por lo que su acceso es libre y está permitido el baño público.

## Acceso
Para acceder a la senda del Cambrones que circunda la zona se ha de llegar a pie; se puede ir por un camino de tres kilómetros desde el Real Sitio de San Ildefonso cruzando el regio Puente de la Princesa, que parte de las calles Paseo de la Constitución y Paseo del Pocillo. También hay una ruta de cinco kilómetros desde el molino de Gamones a través del Rancho de La Tejera.
Es posible llegar por senderos desde Trescasas, Cabanillas del Monte o Palazuelos de Eresma atravesando el pico de La Atalaya (1647 m s. n. m.) o el Cerro de Las Cardosillas (1636 m s. n. m.) ya que la zona de las calderas se encuentra al otro lado de estas formaciones.